# One Shenton Way
One Shenton Tower 1 es un rascacielos residencial con 341 apartmentos en Shenton Way, en el distrito Tanjong Pagar de Singapur. Es uno de los rascacielos más altos de Singapur. Dos lados de la torre están revestidos con cristales dorados y los otros dos con cristales azules. La primera planta tiene espacio comercial. El aparcamiento tiene 383 plazas.
Con la recalificación y expansión de Marina Bay Downtown, hay más proyectos para los próximos años. Dos de ellos son 76 Shenton Way y 5 Shenton Way (V on Shenton).

## Instalaciones

### Lobby (Planta Baja)
- Conserjería
- Salón

### Club (Planta 8)
- Piscina olímpica
- Piscina de ocio
- Piscina de chorros
- Piscina para niños
- Sala de bridge
- Estanque paisajístico
- Patio social
- Solárium
- Cabañas
- Salón de eventos
- Terraza de ocio
- Cocina gourmet al aire libre
- Teatro/Sala de ocio
- Salón/Bebidas/Bar de zumos
- Sala de juegos
- Biblioteca
- Lectura al aire libre
- Lavandería

### Balneario (Plantas 24 y 25)
- Sky Gym
- Sky Lounge
- Jardín de spa
- Sala de spa
- Terraza para ejercicios al aire libre
- Sala de relajación
- Terraza de yoga